# غاري أنتوان راسل
غاري أنتوان راسل (بالإنجليزية: Gary Antuanne Russell)‏ (مواليد 14 يونيو 1996) هو ملاكم أمريكي، مثّل بلاده في الألعاب الأولمبية الصيفية 2016.

## روابط خارجية
غاري أنتوان راسل على موقع بوكس ريك (الإنجليزية) (registration required)
- غاري أنتوان راسل على موقع اللجنة الأولمبية الدولية (الإنجليزية)
- غاري أنتوان راسل على موقع أوليمبيديا (الإنجليزية)